# Maggie Nichols
Margaret Nichols, detta Maggie (Little Canada, 12 settembre 1997), è un'ex ginnasta statunitense.
Medaglia d'oro con la squadra e medaglia di bronzo al corpo libero ai Campionati del Mondo di Glasgow nel 2015. Si allenava alla Twin City Twisters sotto la guida di Mike Hunger.

## Carriera

### Carriera Junior
La Nichols compete al livello 10 fra il 2009 e il 2011. Si presenta come ginnasta élite per la prima volta nel 2012 ai Campionati Nazionali. Nonostante una competizione non eccellente, viene invitata ugualmente al suo primo collegiale con la Nazionale.

### 2013: Trofeo Città di Jesolo, U.S. Classic, Nazionali; Mexico Open
La Nichols debutta in categoria senior nel 2013. Dopo il collegiale con la nazionale a Febbraio, viene aggiunta alla squadra nazionale. Viene anche convocata per partecipare al Tour Europeo ( Trofeo Città di Jesolo e un incontro amichevole GER-ROU-USA). A Jesolo, vince l'oro con la squadra, l'argento al corpo libero e si classifica sesta nel concorso individuale. Contribuisce poi alla medaglia d'oro a squadra nell'amichevole GER-ROU-USA a Chemnitz alla fine di marzo. In luglio compete agli US Classic, classificandosi sesta nel concorso individuale, undicesima alle parallele, ottava alla trave e quinta al corpo libero.
Ai Nazionali si classifica quinta nel concorso individuale e alla trave, sesta alle parallele e nona al corpo libero. Nel mese di settembre, si iscrive verbalmente all'University of Oklahoma. La Nichols viene poi scelta (insieme alla connazionale Peyton Ernst) per competere al Mexico Open a Novembre. Guida la competizione il primo giorno di gara e si classifica seconda alla fine del secondo giorno dietro di solo 0.050 alla spagnola Roxana Popa. Tuttavia, dato che solo un'americana poteva classificarsi nel concorso individuale, la Nichols non vince alcuna medaglia.

### 2014: Trofeo Città di Jesolo, Coppa del Mondo di Tokyo; Campionati nazionali; Giochi Panamericani
Nel mese di Marzo, viene convocata con la nazionale senior per il è Trofeo Città di Jesolo. Contribuisce alla medaglia d'oro della squadra e vince il bronzo nel concorso individuale. Compete poi alla Tokyo World Cup, dove vince il bronzo nel concorso individuale dietro all'italiana Vanessa Ferrari e la spagnola Roxana Popa Nedelcu. Nel mese di agosto compete agli U.S. Classic, dove vince il bronzo nel concorso individuale e al corpo libero e si classifica quinta alle parallele e settima alla trave. Ai Campionati Nazionali, vince la medaglia di bronzo nel concorso individuale, al corpo libero e alle parallele. Viene convocata a far parte della squadra americana per i Giochi Panamericani in Canada, e poi scelta come capitano dalle sue compagne di squadra. Gareggia bene il primo giorno, fino a che non si fa male al corpo libero. Si ritira dalle finali nei singoli attrezzi. Vince comunque la medaglia d'oro con la squadra e il bronzo individuale.

### 2015: Trofeo Città di Jesolo; U.S. Classic; Vicecampionessa nazionale; Campionati del Mondo di Glasgow
Nonostante alcuni dubbi sulle sue possibilità fisiche di riprendere a competere in primavera, viene scelta per rappresentare gli USA al Trofeo Città di Jesolo. Gareggia bene nei primi tre attrezzi, ma cade al corpo libero. Finisce settima nel concorso individuale, ma aiuta comunque la squadra a vincere la medaglia d'oro.
Nel mese di luglio compete agli U.S. Classic, dove mostra alcuni aumenti di difficoltà, compreso l'Amanar al volteggio. Vince la medaglia di bronzo nel concorso individuale e al corpo libero, si classifica quinta alle parallele e alla trave. Nel mese di agosto vince la medaglia d'argento nel concorso individuale ai Campionati Nazionali di Indianapolis, dietro solo a Simone Biles.
Viene scelta come membro della squadra nazionale per i Campionati del mondo di Glasgow insieme a Simone Biles, Aly Raisman, Gabby Douglas, Madison Kocian, Brenna Dowell e Mykayla Skinner. La squadra si qualifica al primo posto, ottenendo così il pass per le Olimpiadi di Rio. Con il punteggio di 14.700 la Nichols si qualifica per la finale individuale al corpo libero in terza posizione. Il 27 ottobre contribuisce su tutti gli attrezzi all'oro a squadre degli Stati Uniti. Nella finale al corpo libero, vince la medaglia di bronzo con il punteggio di 15.000 dietro a Ksenija Afanas'eva e alla connazionale Simone Biles.

### 2016: American Cup; Infortunio; Campionati Nazionali; Olympic Trials; Ritiro
Partecipa alla prima tappa di Coppa del Mondo dove vince la medaglia d'argento dietro solo alla connazionale Gabby Douglas.
Nel mese di aprile subisce una torsione al menisco ed è costretta a rinunciare ai Pacific Rim Championships, tuttavia riesce a guarire in tempo per competere su due attrezzi ai Campionati Nazionali, classificandosi decima alla trave e tredicesima alle parallele.
Viene ammessa agli Olympic Trials, dove si classifica quarta al corpo libero, quinta al volteggio, sesta nel concorso individuale, ottava alla trave e nona alle parallele. Non viene scelta per far parte della squadra olimpica. 
Successivamente, decide di ritirarsi dalla ginnastica élite, per dedicarsi alle competizioni collegiali con la Università dell'Oklahoma.

## Scandalo Larry Nassar
Insieme alla sua allenatrice, è stata la prima a denunciare per abusi sessuali il medico della squadra nazionale Larry Nassar nel 2015. Il presidente della Federazione americana di ginnastica, Steve Penny, dopo avere loro promesso che avrebbe preso provvedimenti, in realtà ha distrutto diverse prove di colpevolezza di Nassar. Nel 2017, in pieno Movimento MeToo, altre atlete della Federazione, fra cui Simone Biles, hanno denunciato il medico. Nel 2018 Nassar è stato condannato all'ergastolo per aver abusato di più di 250 atlete, mentre il presidente Steve Penny è stato condannato per favoreggiamento. Nel maggio 2018 è stato annunciato che alle vittime degli abusi di Nassar sarebbe stato assegnato l'Arthur Ashe Courage Award. Nel settembre 2021 Nichols ha testimoniato, insieme a Simone Biles, McKayla Maroney e Aly Raisman, davanti al Senato degli Stati Uniti all'interno dell'indagine per verificare le colpe dell'FBI nell'indagine sui reati sessuali di Larry Nassar.